# ذئاب (فلم)
ذئاب (بالإنجليزية: Wolves) هو فيلم حركة ورعب تم إنتاجه في كندا وصدر سنة 2014 بطولة لوكاس تيل وستيفن متشاتي.

## القصة
يحاول صبي معرفة تاريخ عائلته ويصادف بلدة من المستئذبين.

## الميزانية والإيرادات
كلف الفيلم 18 مليون دولار وحقق أرباح تقدر بـ 12.1 مليون دولار.

## وصلات خارجية
مقالات تستعمل روابط فنية بلا صلة مع ويكي بيانات